# Lost in Translation
Lost in Translation (englisch für ‚verloren in der Übersetzung‘, dt. Titelzusatz Zwischen den Welten) ist der zweite Spielfilm von Sofia Coppola.
Bill Murray und Scarlett Johansson spielen die Hauptrollen in diesem von Melancholie geprägten Film, der mittlerweile als moderner Klassiker gilt. Murray spielt den gealterten, entfremdeten und lethargischen Filmstar Bob Harris, der für einen Whisky-Werbespot nach Tokio gereist ist, wo er auf die junge, von Scarlett Johansson dargestellte Charlotte trifft, die ebenso verloren zu sein scheint wie er. Beide verbindet ihre Schlaflosigkeit in einer fremden Stadt, woraus sich trotz des Altersunterschieds eine ungewöhnliche Freundschaft und zuletzt auch eine platonische Liebe entwickelt.
Coppola erhielt für den Film 2004 einen Oscar für das Beste Originaldrehbuch, Murray wurde mit einem Golden Globe als Bester Hauptdarsteller ausgezeichnet.

## Handlung

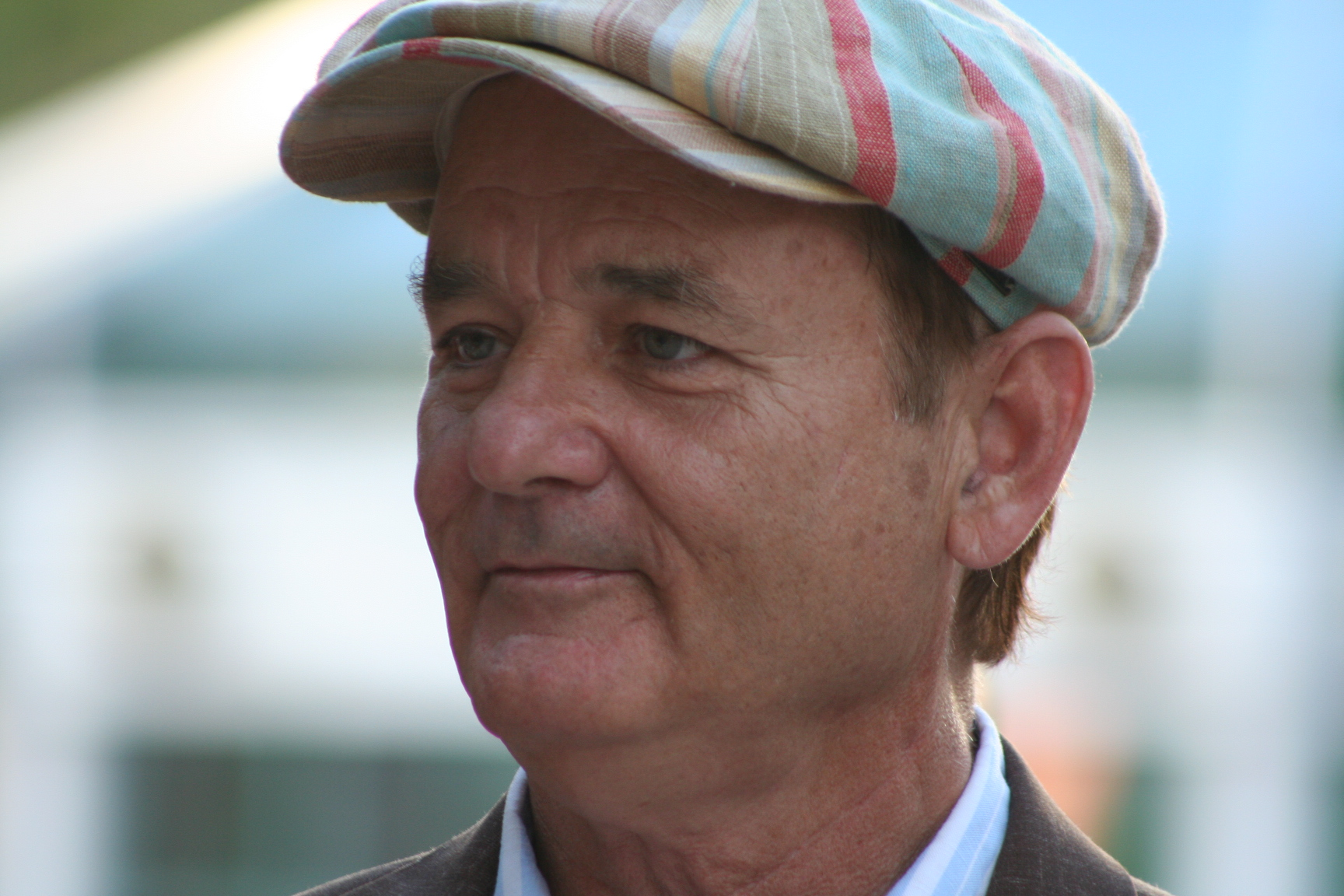
Hauptdarsteller Bill Murray (2009)

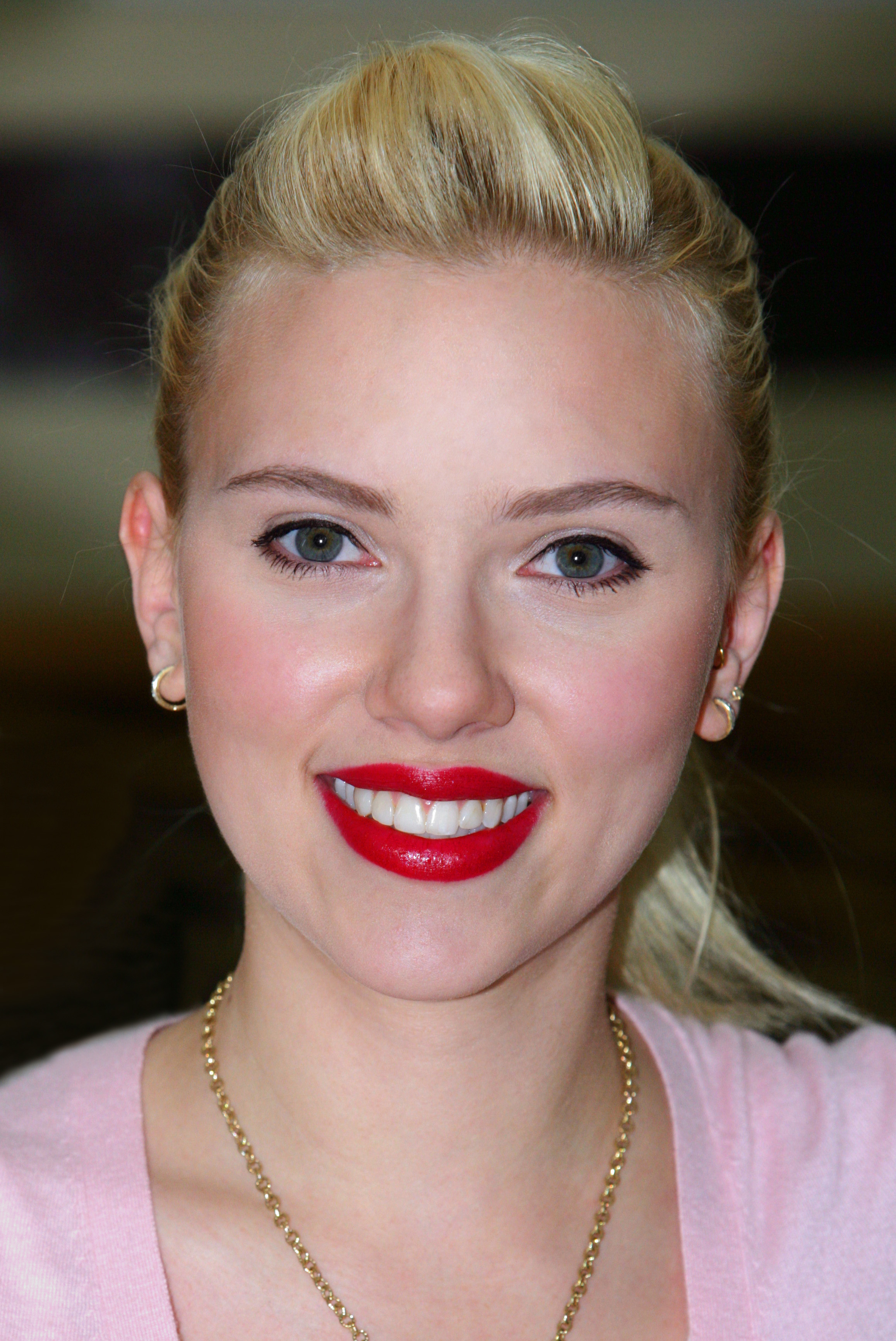
Hauptdarstellerin Scarlett Johansson (2008)

Der alternde US-amerikanische Filmstar Bob Harris reist für eine Woche nach Tokio, um dort seine schwindende Popularität für eine Whisky-Werbung zur Verfügung zu stellen. Im selben Hotel wohnt die Amerikanerin Charlotte, junge Ehefrau eines flippigen Boulevard-Fotografen. Dieser wurde vom Verlag der Illustrierten, bei welcher er arbeitet, für eine mehrtägige Auftragsarbeit nach Japan geschickt. Charlotte hat erst kürzlich ihr Philosophiestudium absolviert. Während ihr Mann tagsüber seiner Arbeit nachgehen muss und weil ihm sein hektischer Job kaum Zeit für seine Frau lässt, bleibt Charlotte allein im Hotel zurück. Um die Zeit bis zu Johns Rückkehr zu überbrücken, blättert sie in Zeitungen, unternimmt kleine Spaziergänge oder schaut einfach nur gelangweilt aus ihrem Zimmer hoch über der Stadt in die Straßenschluchten Tokios hinunter. Nachts kann sie nicht schlafen. Als sie ihren Mann einmal zu einem Treffen mit den Stars begleitet, welche er fotografiert, wird ihr bewusst, wie oberflächlich seine Welt und wie fehl am Platze sie an seiner Seite ist. So beginnt sie, am Sinn dieser Reise zu zweifeln, ihre Ehe in Frage zu stellen und sich der Ziellosigkeit ihres eigenen Lebens bewusst zu werden.
In der Hotelbar trifft sie auf Bob Harris, dessen 25-jähriger Ehe es ebenfalls an Intimität fehlt, wie die wortkargen, sachlichen Telefongespräche mit seiner Frau andeuten. Wie Charlotte leidet auch er an Schlaflosigkeit und fühlt sich in Tokio fremd und verloren. Symptomatisch ist der Dreh des Whisky-Spots, in dem sich der Titel des Films manifestiert: Der japanische Regisseur gibt Bob ausführliche Anweisungen, wie er sich bei der Szene zu verhalten habe, die Dolmetscherin aber fasst diese jeweils in nur einem einzigen, einfachen Satz zusammen. Der eigentliche Inhalt der Ansagen geht also buchstäblich „in der Übersetzung verloren“, ist daher lost in translation.
Die Einsamkeit macht das ungleiche Paar zu Gefährten. Schlaflos und müde vom Jetlag, aber nicht ohne Galgenhumor angesichts ihrer eigenen Verlorenheit und Sprachlosigkeit in der fremden Metropole, schließen sie Freundschaft und streifen gemeinsam, wenn auch nach wie vor ziellos, durch das nächtliche Tokio. Was das ungleiche Paar vereint, sind Melancholie und Resignation: Bob, der schon am Ende seiner Ehe steht und dessen routinemäßige Ferngespräche mit seiner Frau Lydia die ganze Banalität und Unerfülltheit seines Familienlebens verraten, spürt durch die Gegenwart Charlottes den Verlust seiner einstigen Lebenslust umso schmerzlicher; Charlotte, die noch am Anfang ihrer Ehe steht, sieht sich in Bob mit der drohenden Aussicht konfrontiert, dass sich ihr leeres und einsames Eheleben – entgegen Bobs halbherzigen Beteuerungen – wohl auch in Zukunft nicht bessern wird, im Gegenteil. Dabei sorgen nicht nur der beträchtliche Altersunterschied zwischen dem väterlich weisen, aber tapsigen Bob und der neugierigen, einfühlsamen Charlotte, sondern auch der große kulturelle Gegensatz zwischen der japanischen und der amerikanischen Welt immer wieder für Komik, sodass die melancholische Atmosphäre permanent ironisiert und die latente, in ruhigen und traumähnlichen Bildern eingefangene Untergangsstimmung nicht ohne Heiterkeit und Kontemplation inszeniert wird.
Ihre platonische Beziehung scheint vorübergehend Schaden zu nehmen, als Bob betrunken nach einem One-Night-Stand mit einer gleichaltrigen Sängerin am folgenden Morgen von Charlotte überrascht wird. Tief enttäuscht zieht sie sich von ihm zurück und versöhnt sich erst kurz vor seinem Rückflug wieder mit ihm, als beide das Hotel bei einem Übungsalarm der Feuerwehr verlassen müssen. Als Bob am nächsten Morgen abreist, sieht er auf dem Weg zum Flughafen Charlotte zufällig noch ein letztes Mal in einer belebten Fußgängerzone. Er läuft zu ihr hin, umarmt sie, flüstert ihr etwas ins Ohr und gibt ihr einen Abschiedskuss. Während er langsam vor ihr zurückweicht und allmählich von der Menschenmenge verschluckt wird, blickt sie ihm noch lange lächelnd nach.

## Produktion
| Figur                                 | Darsteller         | Deutscher Sprecher    |
| ------------------------------------- | ------------------ | --------------------- |
| Bob Harris                            | Bill Murray        | Arne Elsholtz         |
| Charlotte                             | Scarlett Johansson | Maren Rainer          |
| John                                  | Giovanni Ribisi    | Philipp Brammer       |
| Kelly                                 | Anna Faris         | Kathrin Gaube         |
| Miss Kawasaki, Übersetzerin           | Akiko Takeshita    | Chiharu Röttger       |
| „Charlie Brown“, Charlottes Bekannter | Fumihiro Hayashi   | Kai Taschner          |
| Bobs Agent (Stimme)                   |                    | Pierre Peters-Arnolds |

Für Sofia Coppola, die während der 1990er Jahre in Tokio ihr Modeunternehmen Milkfed leitete, war die Stadt zu einer zweiten Heimat geworden. Ihre Erfahrungen mit dem Jetlag und den unterschiedlichen Landessprachen veranlassten sie, über das Phänomen der Losgelöstheit und der Kameradschaft unter Ausländern zu schreiben. In sechs Monaten waren im kalifornischen Los Feliz lediglich 20 Drehbuchseiten entstanden. So reiste sie Anfang 2001 für ein paar Wochen nach Tokio, um ihr Buch um Schnappschüsse zu erweitern. Sie ließ sich dabei von Filmen wie Die mit der Liebe spielen (Michelangelo Antonioni), Ein Herz und eine Krone (William Wyler), Tote schlafen fest (Howard Hawks), In The Mood For Love (Wong Kar-Wai), Hinter dem Rampenlicht (Bob Fosse) und der Musik von My Bloody Valentine inspirieren. Schließlich umfasste das Drehbuch 70 Seiten; Coppola bot die Rechte weltweit verschiedenen Verleihern an, um den Film unabhängig vom Hollywood-System finanzieren zu können und den Final Cut nicht an einen übermächtigen Geldgeber abtreten zu müssen (tatsächlich kam so das veranschlagte Budget von 4 Mio. US-Dollar zusammen). Eingespielt hat der Film weltweit knapp 120 Millionen Dollar und wurde in den Königsdisziplinen für vier Oscars nominiert.
Während Coppola fünf Monate lang versuchte, ihre Muse Bill Murray zu erreichen, der seit 1999 keiner Agentur mehr angehörte und seinen Anrufbeantworter nur selten abhörte, begann die Vorproduktion im Frühjahr 2002. Murray sagte schließlich zwar zu, unterschrieb aber keinen Vertrag. Er erschien jedoch am ersten Drehtag, dem 29. September 2002, am Set in Japan. Sofias Bruder Roman Coppola machte mit einem zweiten Kamerateam Großstadtaufnahmen von Tokio, während Sofia mit den Darstellern arbeitete. Lediglich die damals 17-jährige Scarlett Johansson und Giovanni Ribisi kannten einander, alle anderen Darsteller trafen sich erst in Tokio.
Coppola wollte ihren Film mit einer Szene eröffnen, die von dem amerikanischen Künstler John Kacere beeinflusst war. Kacere ist bekannt dafür, Frauengestalten auf provokante Art und Weise zu malen. Johansson sollte in ihrer Rolle von hinten in durchsichtiger rosa Unterwäsche gefilmt werden. Wie Johansson später in einem Interview erzählte, hatte sie zunächst Angst, diese Wäsche zu tragen. Daraufhin habe Coppola ihr diese an sich selbst gezeigt, damit sie besser habe einschätzen können, wie das aussehen würde. Die Regisseurin habe ihr versichert, dass sie es nicht machen müsse, wenn sie dann immer noch Bedenken habe. Nur die Regisseurin selbst habe sie dazu bringen können, diese Wäsche zu tragen, erläuterte Johansson. Die Szene wurde dann auch wie vorgesehen gedreht. Während das 35-mm-Filmmaterial für romantische Bilder sorgen sollte, bestand Coppola auf der Methode der Improvisation, was einzelne Momentaufnahmen unterstützt: So spielt zum Beispiel Catherine Lambert, die Jazz-Sängerin in der Hotellounge des Park Hyatt, spontan auch Murrays Geliebte, während Kostümbildnerin Nancy Steiner die Telefonstimme von Bobs Ehefrau gibt. Szenen in der U-Bahn und auf Straßen entstanden ohne offizielle Drehgenehmigungen, eine Szene wurde spontan von einem in der ersten Etage gelegenen Starbucks aus aufgenommen. Murrays Karaoke und die Whisky-Foto-Session entstanden intuitiv. Bei überraschenden Regenfällen musste Johansson durch das Unwetter spazieren, im Shabu-shabu-Restaurant wurde um vier Uhr morgens plötzlich der Strom ausgeschaltet (die Filmtruppe hatte zehn Minuten überzogen), und auch der inzwischen legendäre Abschiedskuss stand nicht im Buch, sondern war aus der Stimmung heraus entstanden. Nach 27 Drehtagen verließ das Team Japan am 8. November.
Die Synchronisation entstand bei PPA Film GmbH in München nach Synchronregie und Dialogbuch von Pierre Peters-Arnolds.

## Filmmusik
1. Intro / Tokyo Lost in Translation – Sound Effects
2. Kevin Shields – City Girl
3. Sébastien Tellier – Fantino
4. Squarepusher – Tommib
5. Death in Vegas – Girls
6. Kevin Shields – Goodbye
7. Phoenix – Too Young
8. Happy End – Kaze Wo Atsumete
9. Roger Joseph Manning, Jr. & Brian Reitzell – On the Subway
10. Kevin Shields – Ikebana
11. My Bloody Valentine – Sometimes
12. Air – Alone in Kyoto
13. Roger Joseph Manning, Jr. & Brian Reitzell – Shibuya
14. Kevin Shields – Are You Awake?
15. The Jesus and Mary Chain – Just Like Honey /
Bill Murray, Roger J. Manning Jr. & Brian Reitzell – More Than This (Hidden Track)

Das Lied, das in der ersten Clubszene läuft, heißt The State We’re In und stammt aus dem Album Come with Us (2002) der Chemical Brothers. Der Song, der im Hintergrund läuft, als sich Bob und Charlotte in dem schummrigen Strip-Club befinden, heißt Fuck the Pain Away und stammt von der Musikerin Peaches. Der Song ist auf Peaches’ zweitem Album The Teaches of Peaches aus dem Jahr 2000 enthalten.
Als Bob und Charlotte mit ihren japanischen Freunden Karaoke singen, stimmen sie die Lieder God Save the Queen von den Sex Pistols, (What’s So Funny ‘Bout) Peace, Love and Understanding in der Version von Elvis Costello, Brass in Pocket von den Pretenders und More Than This von Roxy Music an.

## Rezeption

### Kritiken
Lost in Translation gilt als Klassiker, was sich auch in den Auswertungen US-amerikanischer Aggregatoren widerspiegelt. So erfasst Rotten Tomatoes fast ausschließlich wohlwollende Besprechungen und ordnet den Film dementsprechend als „Zertifiziert Frisch“ ein. Metacritic ermittelt aus den vorliegenden Bewertungen „Einhelliges Lob“. Und They Shoot Pictures, Don’t They? zählt den Film zu den angesehensten Werken der Filmgeschichte.
Hanns-Georg Rodek lobt den Film in Die Welt, er sei „witzig, weise, wundervoll“, „frisch und verspielt“, aber auch „reif und weise“ und biete Erkenntnisse, „die wir im Kino nicht erwarten, in diesen Zeiten nicht und in einem US-Film schon gar nicht“. Michael Althen (Frankfurter Allgemeine Zeitung) schrieb, dem „herzerwärmenden Film“ gelinge es, „diese unmögliche Balance zwischen Wachen und Träumen zu halten“. Für Susan Vahabzadeh (Süddeutsche Zeitung) ist bemerkenswert, dass die „Komödie über mißglückte Kommunikationsversuche“ zwar uneingeschränkt sinnlich sei, aber dennoch ohne Sex auskomme. Das Lexikon des internationalen Films schrieb, Lost in Translation sei eine „leise Tragikomödie über Gleichgültigkeit und die Flüchtigkeit des Daseins“ sowie „ein nuanciertes Kammerspiel, das nicht nur in der verhaltenen Annäherung seiner Protagonisten eine feine Mitte wahrt, sondern auch den fremden Spiegel des zeitgenössischen Japan als irreal-verträumten und zugleich tief emotionalen Widerschein einer metaphysischen Verlorenheit nutzt“.
Der englische Guardian wirft dem Film dagegen vor, sein „anti-japanischer Rassismus“ sei nicht komisch.
Der Kritiker Roger Ebert sah in Bill Murrays Schauspiel sicherlich eine der exquisitesten Aufführungen in dessen jüngsten Filmen. Er könne seine Augen nicht abwenden. Nicht für eine Sekunde. Murray scheine in der von Sofia Coppola für ihn geschaffenen Situation gegenwärtig zu sein, sehr gegenwärtig. Die Frage, ob er sich selbst spiele, sei mit „eher nicht“ zu beantworten, allerdings zeige er in diesem Film eine so große Reichweite, als würde er Henry Higgins spielen. Er lasse es zu, dass der Film so großartig geworden sei, wie Coppola es sich erträumt und beabsichtigt habe. Eine der Stärken von Coppolas Drehbuch sei, dass die Darsteller in allem, was sie tun, glaubwürdig seien. Ebert führte weiter aus, dass er nicht mehr wisse, wie oft er von Leuten gefragt worden sei, worum es in dem Film überhaupt gehe, und sie sich beschwert hätten, dass einfach nichts passiere. Sie seien Filme gewohnt, die ihnen sagen, was sie fühlen sollen, und die einen Anfang, eine Mitte und ein Ende hätten. Lost in Translation biete ein Erlebnis in der Wahrnehmung von Empathie.

### Auszeichnungen
- César: Bester ausländischer Film
- British Academy Film Award: Bester Darsteller (Bill Murray), Beste Darstellerin (Scarlett Johansson), Bester Schnitt (Sarah Flack)
- Bundesfilmpreis: Bester ausländischer Film
- Golden Globe Award: Bester Film, Bestes Drehbuch, Bester Darsteller (Bill Murray)
- Oscar 2004: Bestes Originaldrehbuch
- Syndicat Français de la Critique de Cinéma et des Films de Télévision 2005: Bester ausländischer Film
- 2016 belegte Lost in Translation bei einer Umfrage der BBC zu den 100 bedeutendsten Filmen des 21. Jahrhunderts den 22. Platz.
- 2018 wählten 368 Experten aus 84 Ländern in einer weiteren BBC-Umfrage Lost in Translation auf Platz 5 der besten Filme von einer Regisseurin.[19]